# Torreglia
Torreglia ist eine italienische Gemeinde mit 6029 Einwohnern (Stand 31. Dezember 2023) in der Provinz Padua. Sie liegt teilweise im Naturpark der Euganeischen Hügel.

## Geografie / Gemeindegliederung

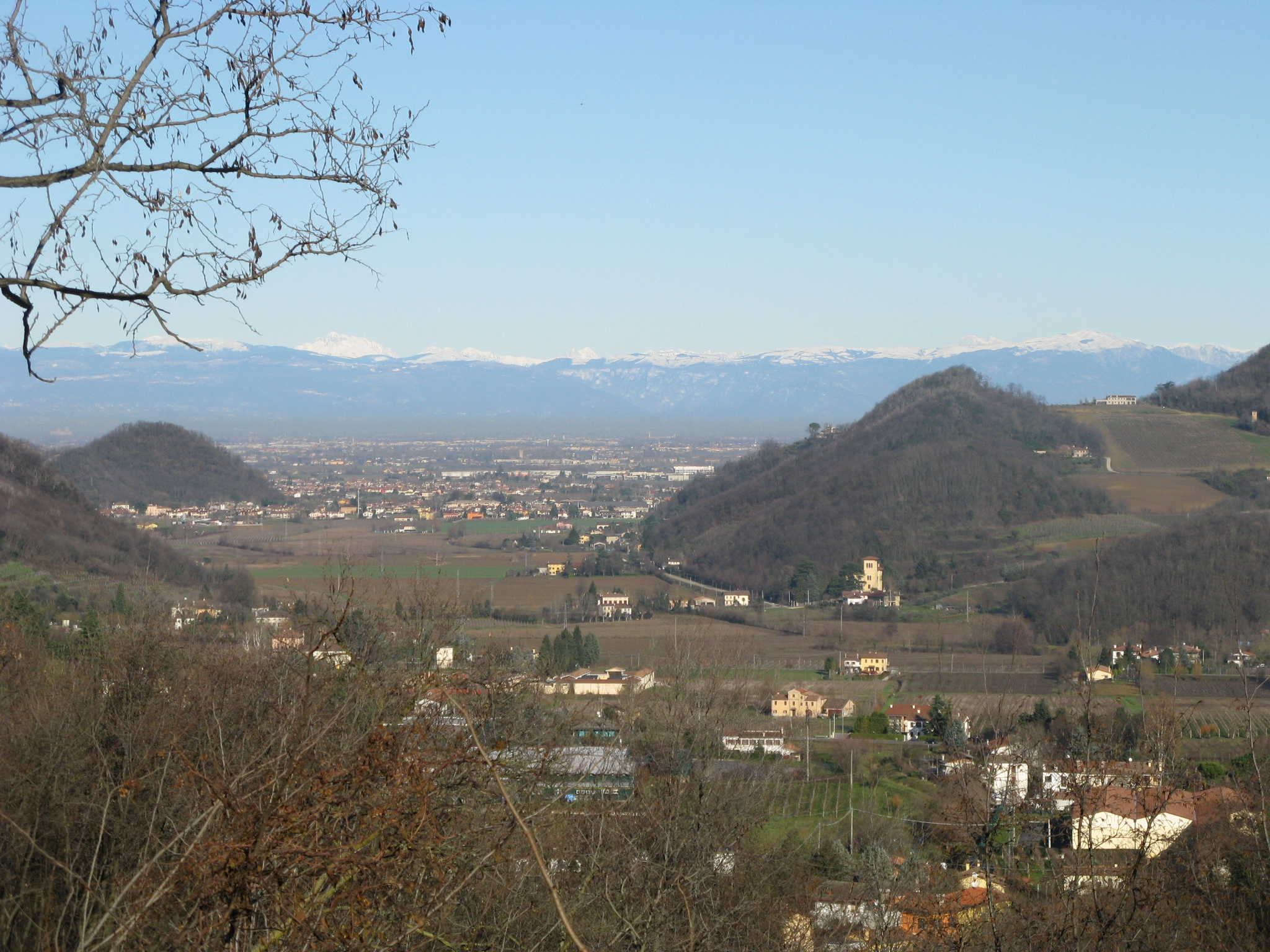
Torreglia in der Ebene der Euganeischen Thermalregion, gesehen von Torreglia Alta

Das Gemeindegebiet liegt – mit seinem heutigen industriell geprägten Hauptort – teilweise in der Ebene der Euganeischen Thermalregion, in denen die Kurbäder Abano Terme, Montegrotto Terme, Galzignano Terme und Battaglia Terme von den heißen Quellen, die am Fuße dieser Hügelkette austreten, profitieren, und teilweise – mit seinem historischen Kernort und heutigen Ortsteil Torreglia Alta – in 132 m Höhe inmitten der Hügel, umgeben von Kastanienwäldern am Fuße des Monte Rua (416 m). Zum Gemeindegebiet in den Hügeln gehören ferner die Ortsteile (frazioni)
- Luvigliano (Ort mit zahlreichen venezianischen Villen nördlich von Torreglia Alta)
- Valderio (historische Mühlen nördlich von Torreglia Alta)
- Vallorto (östlich von Torreglia Alta)

## Geschichte
Die Etymologie des Ortsnamens ist unklar. Einer Theorie zufolge rührt er von den mythischen taurlia (lat. taurus = Stier, d. h. von Antenor organisierten Stierkämpfe zu Ehren der Götter) her, nach einer anderen Theorie von Turrilia (it. torre = Turm, d. h. nach den zahlreichen Wacht- und Wehrtürmen, die es seit der Spätantike in der Gegend im Kampf gegen die „Barbaren“ gegeben hat).
Die ersten Besiedlungsspuren gehen auf die Römer zurück. An der Straße von Torreglia nach Torreglia Alta wurden die Relikte eines Aquäduktes gefunden.
Als Benediktiner die Abbazia di Praglia im 13. Jahrhundert gründeten, wurde die Gegend dauerhaft besiedelt. Sie gehörte zur Freien Stadt Padua und nach 1405, als Padua seine Selbstständigkeit verloren hatte, zur Republik Venedig, in deren Herrschaft sie bis 1797 (Napoleonische Eroberung) verblieb. Aus dieser Zeit stammen zahlreiche Patriziervillen, die sich reiche Venezianer als Sommerresidenzen in dem angenehmen Klima der Hügel errichteten, beispielsweise die Villa Tolomei mit weitläufigem Park, die Villa Ferri, die Villa Maluta (heute Assunta), die Villa Medin (heute Immacolata), die Villa Isabella und andere mehr. Manche dieser Villen sind heute zu Hotels umfunktioniert, andere nicht öffentlich zugänglich. Bischöfe, Künstler und Gelehrte haben sich seit dem 17. Jahrhundert die Gegend um Torreglia Alta als Zweitwohn- und Alterssitz gewählt.
1866 mit dem Anschluss Venedigs an die Republik Italien wurde Torreglia selbstständige Kommune, die im 20. Jahrhundert einen wirtschaftlichen Aufschwung erfuhr.
1999/2000 wurden in Torreglia Alta einige Szenen zu dem Film "La lingua del Santo" mit Antonio Albanese und Fabrizio Bentivoglio unter der Regie von Carlo Mazzacurati gedreht. In dem Film geht es um die tragikomischen Abenteuer zweier Banditen, die versehentlich die Zunge des Heiligen Antonius aus Padua rauben.
2002 passierte der Giro d’Italia auf seiner 15. Etappe (von Montegrotto Terme nach Conegliano) das Gemeindegebiet. Mario Cipollini gewann diese Etappe.

## Sehenswürdigkeiten

### Torreglia Alta

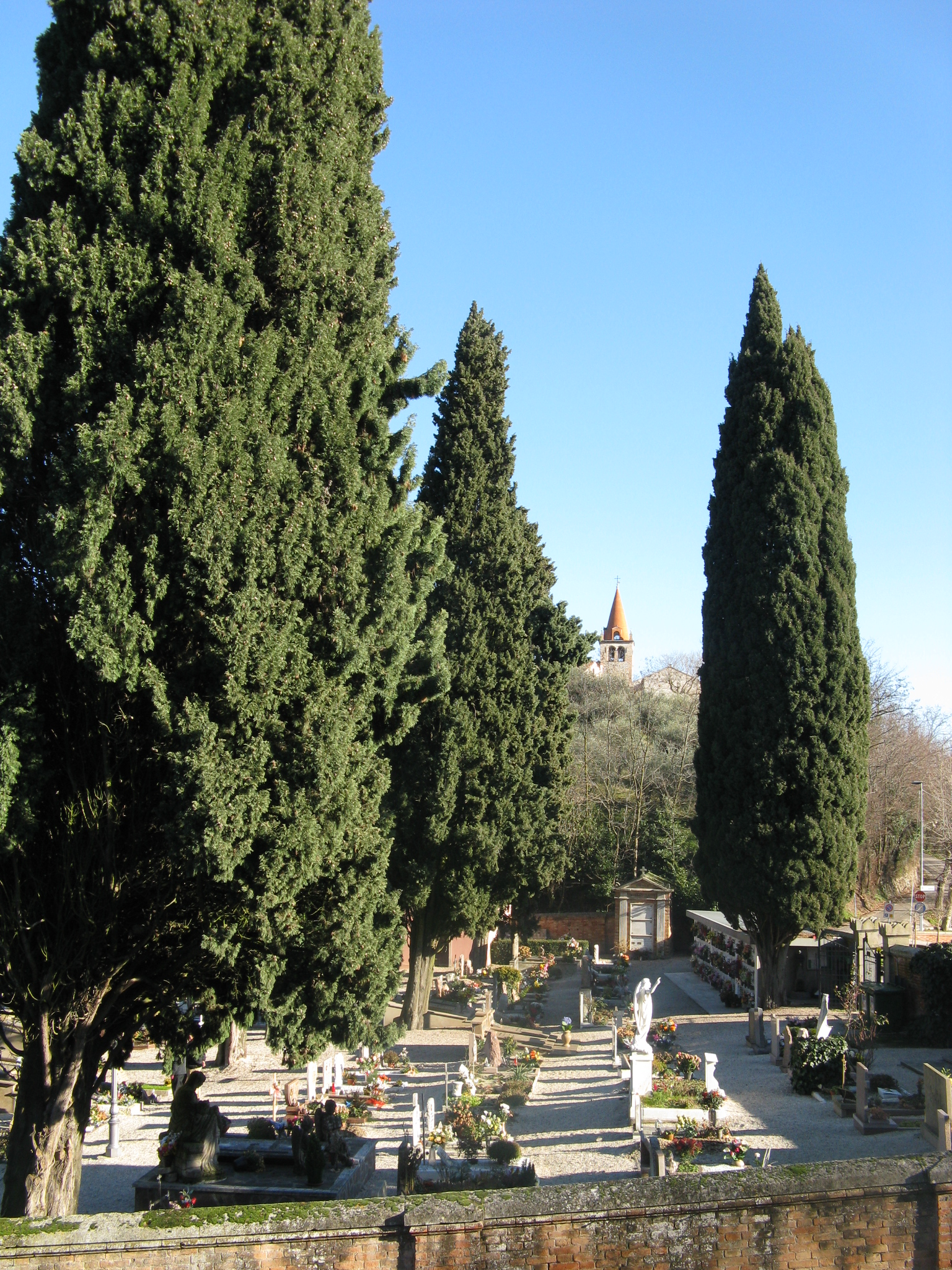
Torreglia Alta: Friedhof und Kirche San Sabinus

- Exponiert auf einem Hügel liegt die Pfarrkirche San Sabinus mit auf einen mittelalterlichen Wehrturm zurückgehenden Kirchturm; von dort eröffnet sich ein weites Panorama in die Euganeische Thermalregion mit den auslaufenden Hügeln, Montegrotto Terme und Abano Terme.
- Die Zufahrt zum Monte Rua gegenüber dem Friedhof der Kirche mit großen Zypressen führt durch die Kastanienwälder zu mehreren Aussichtspunkten in die paduanische Ebene sowie an klaren Tagen über Monselice hinweg in Richtung der Lagune von Chioggia. Die Kamaldulenser-Einsiedelei Eremo del Rua (ursprünglich von Benediktinern 1339 erbaut und 1537 wiedererrichtet) auf dem Gipfel des Berges ist von hohen Mauern umgeben und zu bestimmten Zeiten nur für Männer zum Besuch des Gottesdienstes zugänglich.

### Castelletto
An der Straße von Torreglia Alta nach Galzignano Terme liegt auf einem Hügel ein Palast („Schlösschen“), der von paduanischen Benediktinermönchen im 16. Jahrhundert errichtet wurde.

### Luvigliano
- Der bedeutendste Villenbau um Luvigliano ist der Bischofspalast (Villa dei Vescovi) mit großen Arkaden im Sockel- und Loggia im Obergeschoss; er wurde im 16. Jahrhundert für den Paduaner Bischof Francesco Pisani von Giovanni Maria Falconetto (1468–1532) entworfen. Dieser u. a. für Alvise Corner tätige Baumeister gilt als richtungsweisend für die Renaissance-Villenarchitektur Venetiens, die eine Generation später in Andrea Palladio ihre Vollendung fand. Die Villa dei Vescovi wurde im Jahre 2005 von der Besitzerfamilie dem FAI gestiftet und ist seit 2011 in renovierter Form wieder für Besucher zugänglich.
- In der Pfarrkirche San Martino befindet sich ein Renaissance-Altarbild mit der Darstellung der Mantelteilung des Hl. Martin von Girolamo da Santa Croce (Giovanni-Bellini-Schüler, 16. Jahrhundert).

### Wirtschaft

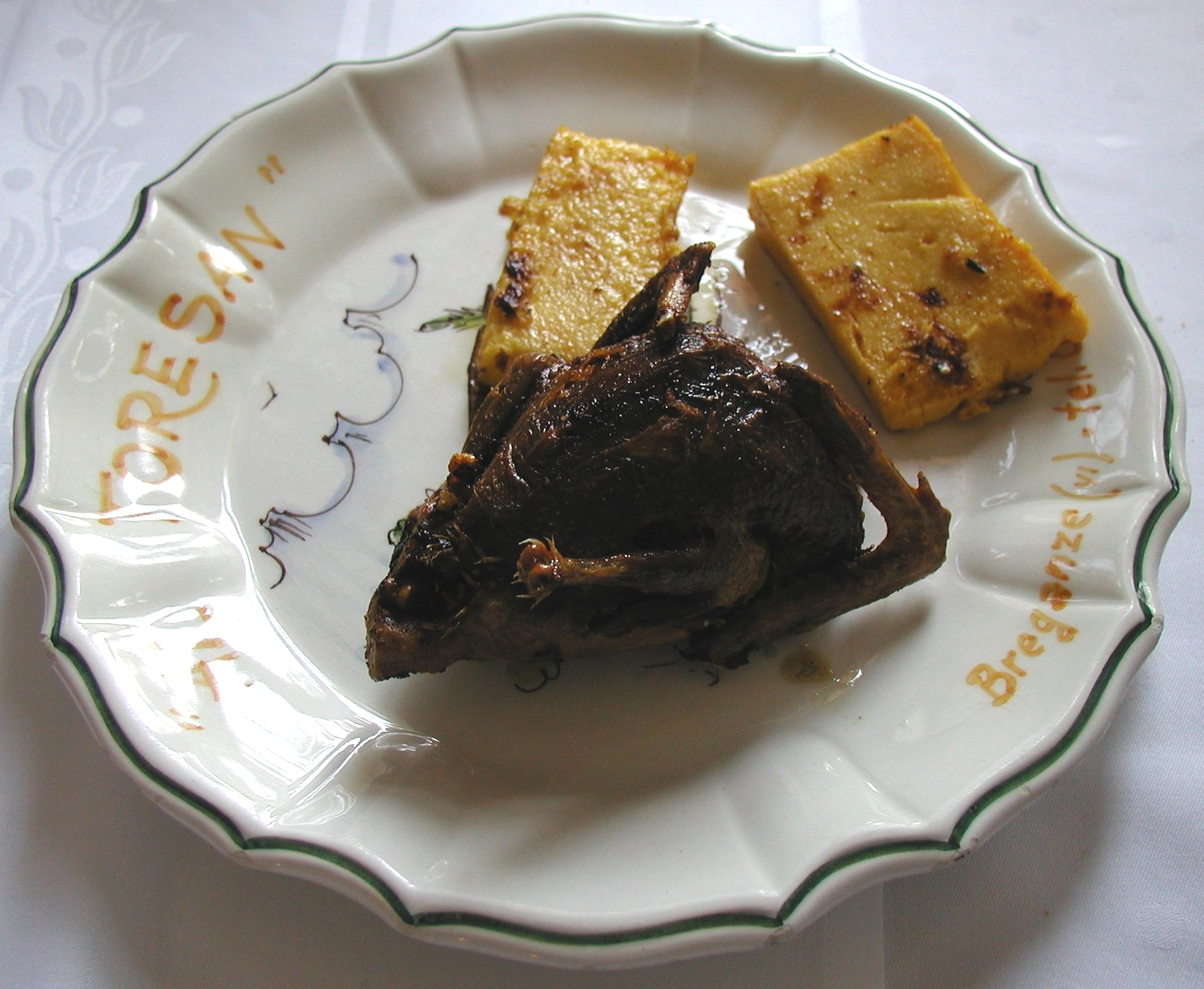
Torresano

Die bekanntesten in Torreglia (Hauptort in der Ebene) ansässigen Unternehmen sind eine italienische Tochter des Kältetechnik-Unternehmens Carrier (Carrier Refrigeration Operation Italy SpA, vormals Criosbanc SpA) und die Luxardo SpA, die italienische Nachfolgegesellschaft eines ursprünglich in Kroatien gegründeten Unternehmens, das den Kirschlikör Maraschino produziert. Ferner gibt es Unternehmen für Textilien und Baumaterialien.
Die Ortsteile in den Hügeln profitieren vom Tourismus, der sich in den Thermal-Kurorten in der Ebene etabliert hat. Die Gäste besuchen im Rahmen von Tagesausflügen die zahlreichen Trattorien auf dem Gemeindegebiet. Lokale Spezialität ist der torresano (Felsentauben-Braten). In Torreglia wird er im Ofen gebacken, während er in Breganze, wo es den torresano auch gibt, am Spieß geröstet wird. Serviert wird er mit Polenta. Es gibt auch Agrotourismus-Unterkünfte für mehrtägige Aufenthalte in der Region.
Die Ortsteile in den Hügeln sind im Übrigen agrarisch geprägt. Produziert werden Weine mit DOC-Qualität, Getreide, Gemüse und Obst.

## Mit der Gemeinde verbundene Persönlichkeiten
- Jacopo Facciolati (1682–1769), Dichter und Humanist, in Torreglia geboren
- Giuseppe Barbieri (1774–1852), Literat und Wissenschaftler an der Universität Padua, hatte einen Landsitz (Villa Barbieri-Verson) in Torreglia Alta und liegt in der Pfarrkirche S. Sabinus begraben
- Roberto Ferruzzi (1853–1934), Maler aus Sebenico in Dalmatien, lebte in einem Haus unterhalb des Monte Sengiari im Ortsteil Luvigliano und ist dort verstorben
- Cesare Pollini (1858–1912), Pianist, lebte ebenfalls in Luvigliano
- Girolamo Bartolomeo Bortignon (1905–1992), Bischof von Belluno und Feltre, 1905–1992, in Torreglia Alta verstorben
- Bruno Pedron (1944–2022), katholischer Bischof von Ji-Paraná in Brasilien
- Alberto Bigon (* 1947), in Italien bekannter Ex-Fußballspieler und Trainer, zog sich ins Privatleben als Großvater hierher zurück